# Cryptarius
Cryptarius — рід риб з родини Арієві ряду сомоподібних. Має 2 види.

## Опис
Загальна довжина представників цього роду коливається від 26 до 45 см. Голова доволі велика. Очі середнього розміру. Вуси короткі. Тулуб кремезний, помірно широкий. Спинний плавець високий, широкий, з гострим шипом та короткою основою. Грудні та черевні плавці невеличкі. Жировий плавець крихітний. Анальний плавець більший за жировий. Хвостовий плавець короткий, у кінці закруглений, вирізаний.
Забарвлення сріблясте, спинка чорнувата, плавці світлого кольору.

## Спосіб життя
Зустрічаються в прісних та солонуватих водах, естуаріях. Активні у присмерку та вночі. Живляться водними безхребетним, переважно ракоподібними, рідше дрібною рибою.
Є об'єктом місцевого рибальства.

## Розповсюдження
Поширені в басейнах річок Меконг і Чаопхрая (Таїланд, Камбоджа, В'єтнам), водах островів Калімантан, Ява та Суматра. Також є у водоймах Малайзії.

## Види
- Cryptarus daugeti
- Cryptarus truncatus